# Ronde van Frankrijk 2021/Elfde etappe
De elfde etappe van de Ronde van Frankrijk 2021 werd verreden op 7 juli met start in Sorgues en finish in Malaucène. De etappe was een bergetappe waarin de Mont Ventoux twee keer werd beklommen.

## Verloop
Na een eerdere mislukte poging van Jonas Rickaert met Davide Ballerini, slaagden Julian Alaphilippe en Nairo Quintana erin om te ontsnappen. Op de eerste klim van vierde categorie moest Quintana bij Alaphilippe lossen. Wout van Aert probeerde herhaaldelijk het gat te dichten, maar het peloton liet hem niet gaan. Na deze beklimming viel het peloton door de snelheid in stukken uiteen. Daniel Martin, Anthony Perez, Élie Gesbert, Jakob Fuglsang en Neilson Powless wisten zich bij Alaphilippe aan te sluiten. Op de tweede kleine klim probeerde Alaphilippe opnieuw weg te komen samen met Martin om uit de klauwen van het eerste peloton te blijven. Perez en Pierre Rolland wisten nog bij het duo terug te komen; de rest van de ontsnappers werd weer teruggehaald. In het eerste peloton werd uiteindelijk rust bereikt en diverse rijders en groepjes ontsnapten om het gat met de koplopers te overbruggen, wat leidde tot een achtervolgingsgroep van 13 renners met onder meer Wout van Aert en Bauke Mollema. 
Bij het begin van de eerste beklimming van de Ventoux kwamen beide groepen bij elkaar en kregen een voorsprong van ongeveer 5 minuten voor het peloton. Op de beklimming viel Alaphilippe aan waardoor de kopgroep uiteenviel. Vooraan bleef een groep van zeven over: Alaphilippe, Van Aert, Julien Bernard, Kenny Elissonde, Luke Durbridge, Xandro Meurisse en Perez. Achter hen bleven Rolland en Mollema van een aanvankelijk grotere achtervolgingsgroep over. Mollema reed weg bij Rolland en sloot een kilometer onder de top aan bij de kopgroep. Alaphilippe pakte de bergpunten voor Perez.
In de tweede beklimming ontsnapte Elissonde uit de kopgroep. Achter hem bleven Alaphilippe, Van Aert en Mollema over. Van Aert ging in de tegenaanval en haalde Elissonde bij. Later reed ook Mollema weg bij Alaphilippe en Van Aert bij Elissonde. De favorietengroep achter hen werd snel uitgedund door het werk van het INEOS Grenadiers-team. Toen Michał Kwiatkowski als laatste helper van Richard Carapaz wegviel, waren enkel Carapaz, Tadej Pogačar, Rigoberto Urán, Jonas Vingegaard, Wilco Kelderman en Aleksej Loetsenko nog over. Vingegaard viel aan en alleen Pogačar kon volgen, maar moest later Vingegaard laten gaan. Op de top was Vingegaard al dichtbij Mollema en Elissonde, en liep uit op Pogačar die Carapaz en Urán kort achter zich had. Pogačar, Carapaz en Urán kwamen in de afdaling langzaam dichterbij Vingegaard en wisten de Deen één kilometer van de finish bij te halen.

## Uitslag
| Sorgues – Malaucène (198,9 km) |                   |                     |          |
| Plaats                         | Naam              | Ploeg               | Tijd     |
| 1                              | Wout van Aert     | Team Jumbo-Visma    | 5u17'43" |
| 2                              | Kenny Elissonde   | Trek-Segafredo      | + 1'14"  |
| 3                              | Bauke Mollema     | Trek-Segafredo      | z.t.     |
| 4                              | Tadej Pogačar     | UAE Team Emirates   | + 1'38"  |
| 5                              | Rigoberto Urán    | EF Education-Nippo  | z.t.     |
| 6                              | Richard Carapaz   | INEOS Grenadiers    | z.t.     |
| 7                              | Jonas Vingegaard  | Team Jumbo-Visma    | z.t.     |
| 8                              | Aleksej Loetsenko | Astana-Premier Tech | + 1'56"  |
| 9                              | Wilco Kelderman   | BORA-hansgrohe      | z.t.     |
| 10                             | Enric Mas         | Movistar Team       | + 3'02"  |

| Algemeen klassement |                   |                     |           |
| Plaats              | Naam              | Ploeg               | Tijd      |
| Gele trui           | Tadej Pogačar     | UAE Team Emirates   | 43u44'38" |
| 2                   | Rigoberto Urán    | EF Education-Nippo  | + 5'18"   |
| 3                   | Jonas Vingegaard  | Team Jumbo-Visma    | + 5'32"   |
| 4                   | Richard Carapaz   | INEOS Grenadiers    | + 5'33"   |
| 5                   | Ben O'Connor      | AG2R-Citroën        | + 5'58"   |
| 6                   | Wilco Kelderman   | BORA-hansgrohe      | + 6'16"   |
| 7                   | Aleksej Loetsenko | Astana-Premier Tech | + 6'30"   |
| 8                   | Enric Mas         | Movistar Team       | + 7'11"   |
| 9                   | Guillaume Martin  | Cofidis             | + 9'29"   |
| 10                  | Peio Bilbao       | Bahrain-Victorious  | + 10'28"  |
|                     |                   |                     |           |
| 13                  | Wout van Aert     | Team Jumbo-Visma    | + 25'21"  |

## Nevenklassementen
| Puntenklassement |                  |                       |        |
| Plaats           | Naam             | Ploeg                 | Punten |
| Groene trui      | Mark Cavendish   | Deceuninck–Quick-Step | 218    |
| 2                | Michael Matthews | Team BikeExchange     | 160    |
| 3                | Jasper Philipsen | Alpecin-Fenix         | 136    |

| Bergklassement |                |                        |        |
| Plaats         | Naam           | Ploeg                  | Punten |
| Bolletjestrui  | Nairo Quintana | Arkéa-Samsic           | 50     |
| 2              | Wout van Aert  | Team Jumbo-Visma       | 44     |
| 3              | Michael Woods  | Israel Start-Up Nation | 42     |

| Jongerenklassement |                        |                   |           |
| Plaats             | Naam                   | Ploeg             | Tijd      |
| Witte trui         | Tadej Pogačar          | UAE Team Emirates | 43u44'38" |
| 2                  | Jonas Vingegaard       | Team Jumbo-Visma  | + 5'32"   |
| 3                  | Aurélien Paret-Peintre | AG2R-Citroën      | + 24'44"  |

| Ploegenklassement |                    |            |
| Plaats            | Ploeg              | Tijd       |
|                   | Bahrain-Victorious | 132u09'11" |
| 2                 | AG2R-Citroën       | + 10'01"   |
| 3                 | INEOS Grenadiers   | + 12'47"   |
| 4                 | EF Education-Nippo | + 26'18"   |
| 5                 | Team Jumbo-Visma   | + 29'47"   |

## Opgaves
- Tiesj Benoot (Team DSM): Opgave tijdens de etappe
- Victor Campenaerts (Team Qhubeka NextHash): Opgave tijdens de etappe
- Tony Martin (Team Jumbo-Visma): Opgave tijdens de etappe na een valpartij
- Daniel McLay (Arkéa Samsic): Opgave tijdens de etappe
- Luke Rowe (INEOS Grenadiers): Buiten tijd gefinisht
- Clément Russo (Arkéa Samsic): Opgave tijdens de etappe
- Miles Scotson (Groupama-FDJ): Opgave tijdens de etappe
- Tosh Van der Sande (Lotto Soudal): Opgave tijdens de etappe

1e etappe ·
2e etappe ·
3e etappe ·
4e etappe ·
5e etappe ·
6e etappe ·
7e etappe ·
8e etappe ·
9e etappe ·
10e etappe ·
11e etappe ·
12e etappe ·
13e etappe ·
14e etappe ·
15e etappe ·
16e etappe ·
17e etappe ·
18e etappe ·
19e etappe ·
20e etappe ·
21e etappe
Startlijst · Eindstanden · Afbeeldingen